# Liste der Baudenkmale in Groß Lindow
In der Liste der Baudenkmale in Groß Lindow sind alle Baudenkmale der brandenburgischen Gemeinde Groß Lindow und ihrer Ortsteile aufgelistet. Grundlage ist die Veröffentlichung der Landesdenkmalliste mit dem Stand vom 31. Dezember 2022. Die Bodendenkmale sind in der Liste der Bodendenkmale in Groß Lindow aufgeführt.

## Baudenkmale in den Ortsteilen
In den Spalten befinden sich folgende Informationen:
- ID-Nr.: Die Nummer wird vom Brandenburgischen Landesamt für Denkmalpflege vergeben. Ein Link hinter der Nummer führt zum Eintrag über das Denkmal in der Denkmaldatenbank. In dieser Spalte kann sich zusätzlich das Wort Wikidata befinden, der entsprechende Link führt zu Angaben zu diesem Denkmal bei Wikidata.
- Lage: die Adresse des Denkmales und die geographischen Koordinaten. Link zu einem Kartenansichtstool, um Koordinaten zu setzen. In der Kartenansicht sind Denkmale ohne Koordinaten mit einem roten beziehungsweise orangen Marker dargestellt und können in der Karte gesetzt werden. Denkmale ohne Bild sind mit einem blauen bzw. roten Marker gekennzeichnet, Denkmale mit Bild mit einem grünen beziehungsweise orangen Marker.
- Bezeichnung: Bezeichnung in den offiziellen Listen des Brandenburgischen Landesamtes für Denkmalpflege. Ein Link hinter der Bezeichnung führt zum Wikipedia-Artikel über das Denkmal.
- Beschreibung: die Beschreibung des Denkmales
- Bild: ein Bild des Denkmales und gegebenenfalls einen Link zu weiteren Fotos des Baudenkmals im Medienarchiv Wikimedia Commons

### Über die Gemeindegrenzen hinaus
| ID-Nr.                           | Lage                           | Bezeichnung | Beschreibung                                 | Bild |
| -------------------------------- | ------------------------------ | --- | -------------------------------------------- | --- |
| 09115204                         | (Lage)                         | Friedrich-Wilhelm-Kanal mit den Resten der Schleusen und Schleusenmeisterhäuser: Schlaubehammer mit Schleusenmeisterhaus, Schleuse Weißenspring mit Denkmal für alle errichteten Schleusen, Brieskower Schleuse und Schleusenmeisterhaus Müllrose |                                              | Friedrich-Wilhelm-Kanal mit den Resten der Schleusen und Schleusenmeisterhäuser: Schlaubehammer mit Schleusenmeisterhaus, Schleuse Weißenspring mit Denkmal für alle errichteten Schleusen, Brieskower Schleuse und Schleusenmeisterhaus Müllrose |
| 0911 Teilobjekt zu: 09115204     | Schlaubehammer ()              | Schleuse |                                              | ein Bild hochladen |
| 0911 Teilobjekt zu: 09115204     | Schlaubehammer Dorfstraße 6 () | Schleusenmeisterhaus |                                              | ein Bild hochladen |
| 09115853 Teilobjekt zu: 09115204 | Weißenberg (Lage)              | Schleuse | Die Schleuse wurde von 1867 bis 1868 erbaut. | BW |
| 09115855 Teilobjekt zu: 09115204 | Weißenberg (Lage)              | Denkmal |                                              | Denkmal |
| 09115746 Teilobjekt zu: 09115204 | Weißenberg (Lage)              | Schleuse | Die Schleuse wurde von 1858 bis 1859 erbaut. | BW |

### Groß Lindow
| ID-Nr.                           | Lage                     | Bezeichnung | Beschreibung | Bild           |
| -------------------------------- | ------------------------ | ----------- | --- | -------------- |
| 09115018                         | Wiesenauer Straße (Lage) | Dorfkirche  | Die evangelische Kirche wurde 1850 im neugotischen Stil erbaut. Im Inneren ist die Kanzel, Taufstein und das Gestühl ebenfalls aus dem Jahre 1850. 1993 bis 1995 wurde die Kirche renoviert. | weitere Bilder |
| 09115963 Teilobjekt zu: 09115018 | Wiesenauer Straße (Lage) | Orgel       | | BW             |
| 09115639 Teilobjekt zu: 09115018 | Wiesenauer Straße (Lage) | Glocke      | | BW             |

### Schlaubehammer
| ID-Nr.   | Lage                         | Bezeichnung | Beschreibung        | Bild     |
| -------- | ---------------------------- | ----------- | ------------------- | -------- |
| 09115019 | Kaisermühler Straße 5 (Lage) | Wohnhaus    | ehemaliges Zollhaus | Wohnhaus |